# Robert Whittaker (kampsportare)
Robert John Whittaker, född 20 december 1990 i South Auckland i Nya Zeeland, är en australisk MMA-utövare som sedan 2012 tävlar i organisationen Ultimate Fighting Championship. 

## Karriär
Den 8 juli 2017 blev Whittaker UFC:s interimmästare i mellanvikt. Den 7 december 2017 meddelade UFC att Whittaker blivit befordrad till mellanviktsmästare efter att Georges St. Pierre beslutat sig för att lämna ifrån sig bältet. Whittaker förblev mästare till och med 5 oktober 2019, när han förlorade sitt mellanviktsbälte till Nigerian födda Nyzeeländaren Israel Adesanya.

## Tävlingsfacit
| Resultat | Facit | Motståndare      | Metod                   | Evenemang                              | Datum            | Rond | Tid  | Plats                            | Notering                                                         |
| -------- | ----- | ---------------- | ----------------------- | -------------------------------------- | ---------------- | ---- | ---- | -------------------------------- | ---------------------------------------------------------------- |
| Vinst    | 1–0   | Chris Tallowin   | TKO (slag)              | XFC: Return of the Hulk                | 14 mars 2009     | 1    | -    | Perth, Australien                |                                                                  |
| Vinst    | 2–0   | Richard Walsh    | Submission (rear-naked) | Cage Fighting Championships 11         | 20 november 2009 | 2    | 2:40 | Sydney, Australien               |                                                                  |
| Vinst    | 3–0   | Nick Ariel       | KO (slag)               | Cage Fighting Championships 12         | 12 mars 2010     | 2    | 2:50 | Sydney, Australien               |                                                                  |
| Vinst    | 4–0   | Jay Cobain       | Submission (armbar)     | Cage Fighting Championships 14         | 5 juni 2010      | 2    | 0:32 | Sydney, Australien               |                                                                  |
| Vinst    | 5–0   | Nate Thomson     | Submission (rear-naked) | Cage Fighting Championships 15         | 8 oktober 2010   | 1    | 2:21 | Gold Coast, Australien           |                                                                  |
| Vinst    | 6–0   | Ben Alloway      | Submission (rear-naked) | Cage Fighting Championships 17         | 3 juni 2011      | 2    | 4:07 | Gold Coast, Australien           |                                                                  |
| Vinst    | 7–0   | Corey Nelson     | Submission (armbar)     | Cage Fighting Championships 18         | 26 augusti 2011  | 2    | 4:40 | Sydney, Australien               |                                                                  |
| Förlust  | 7–1   | Kim Hoon         | Submission (triangel)   | Legend Fighting Championship 6         | 30 oktober 2011  | 1    | 3:01 | Macao, Kina                      |                                                                  |
| Vinst    | 8–1   | Ian Bone         | TKO (slag)              | Cage Fighting Championships 19         | 9 december 2011  | 2    | 3:15 | Sydney, Australien               |                                                                  |
| Vinst    | 9–1   | Shaun Spooner    | TKO (slag)              | Superfight Australia 13                | 23 mars 2012     | 1    | 4:01 | Perth, Australien                |                                                                  |
| Förlust  | 9–2   | Jesse Juarez     | Domslut (enhälligt)     | Cage Fighting Championships 21         | 18 maj 2012      | 5    | 5:00 | Sydney, Australien               |                                                                  |
| Vinst    | 10–2  | Bradley Scott    | Domslut (enhälligt)     | UFC on FX: Sotiropoulos vs. Pearson    | 14 december 2012 | 3    | 5:00 | Gold Coast, Australien           | Vann The Ultimate Fighter: The Smashes.                          |
| Vinst    | 11–2  | Colton Smith     | TKO (slag)              | UFC 160                                | 25 maj 2013      | 3    | 0:41 | Las Vegas, NV, USA               |                                                                  |
| Förlust  | 11–3  | Court McGee      | Domslut (delat)         | UFC Fight Night: Condit vs. Kampmann 2 | 28 augusti 2013  | 3    | 5:00 | Indianapolis, IN, USA            |                                                                  |
| Förlust  | 11–4  | Stephen Thompson | TKO (slag)              | UFC 170                                | 22 februari 2014 | 1    | 3:43 | Las Vegas, NV, USA               |                                                                  |
| Vinst    | 12–4  | Mike Rhodes      | Domslut (enhälligt)     | UFC Fight Night: Te-Huna vs. Marquardt | 28 juni 2014     | 3    | 5:00 | Auckland, Nya Zeeland            |                                                                  |
| Vinst    | 13–4  | Clint Hester     | TKO (knä och spark)     | UFC Fight Night: Rockhold vs. Bisping  | 7 november 2014  | 2    | 2:43 | Sydney, Australien               | Debut i mellanvikt.                                              |
| Vinst    | 14–4  | Brad Tavares     | KO (slag)               | UFC Fight Night: Miocic vs. Hunt       | 9 maj 2015       | 1    | 0:44 | Adelaide, Australien             |                                                                  |
| Vinst    | 15–4  | Uriah Hall       | Domslut (enhälligt)     | UFC 193                                | 14 november 2015 | 3    | 5:00 | Melbourne, Australien            |                                                                  |
| Vinst    | 16–4  | Rafael Natal     | Domslut (enhälligt)     | UFC 197                                | 23 april 2016    | 3    | 5:00 | Las Vegas, NV, USA               |                                                                  |
| Vinst    | 17–4  | Derek Brunson    | TKO (spark och slag)    | UFC Fight Night: Whittaker vs. Brunson | 27 november 2016 | 1    | 4:07 | Melbourne, Australien            |                                                                  |
| Vinst    | 18–4  | Jacaré Souza     | TKO (spark och slag)    | UFC on Fox: Johnson vs. Reis           | 15 april 2017    | 2    | 3:28 | Kansas City, MO, USA             |                                                                  |
| Vinst    | 19–4  | Yoel Romero      | Domslut (enhälligt)     | UFC 213                                | 8 juli 2017      | 5    | 5:00 | Las Vegas, NV, USA               | Blev interimmästare i mellanvikt. Senare befordrad till mästare. |
| Vinst    | 20–4  | Yoel Romero      | Domslut (delat)         | UFC 225                                | 9 juni 2018      | 5    | 5:00 | Chicago, IL, USA                 | Försvarade mellanviktstiteln                                     |
| Förlust  | 20–5  | Israel Adesanya  | KO (slag)               | UFC 243                                | 5 oktober 2019   | 2    | 3:33 | Melbourne, Australien            | Förlorade mellanviktstiteln                                      |
| Vinst    | 21–5  | Darren Till      | Domslut (enhälligt)     | UFC on ESPN: Whittaker vs. Till        | 26 juli 2020     | 3    | 5:00 | Abu Dhabi, Förenade Arabemiraten |                                                                  |
| Vinst    | 22–5  | Jared Cannonier  | Domslut (enhälligt)     | UFC 254                                | 24 oktober 2020  | 3    | 5:00 | Abu Dhabi, Förenade Arabemiraten |                                                                  |
| Vinst    | 23–5  | Kelvin Gastelum  | Domslut (enhälligt)     | UFC on ESPN: Whittaker vs. Gastelum    | 17 april 2021    | 5    | 5:00 | Las Vegas, NV, USA               |                                                                  |